# Liste des ministres sud-africains des Affaires indigènes
Le ministère des Affaires indigènes (en anglais : Minister of Native Affairs) est un ancien ministère d'Afrique du Sud dont la responsabilité visait les politiques administratives et éducatives concernant les peuples bantous et les territoires constituées sous forme de réserves autonomes (les bantoustans). Il était également chargé de la politique du logement des populations noires. 
Institué en 1910, lors de la fondation de l'Union sud-africaine, le ministère des Affaires indigènes est démantelé en 1958 dans le cadre de la politique d'apartheid pour former deux ministères séparés : le ministère des Affaires bantoues et du Développement (plus particulièrement chargé des relations avec les bantoustans, du logement et de la planification des townships) et le ministère de l'Éducation bantoue.
En 1978, le ministère des Affaires bantoues devient le ministère des Relations plurales et du Développement avant de prendre en 1979 le nom de ministère de la Coopération et du Développement. Le ministère de l'Éducation bantoue prend en 1979 le nom de ministère de l'Éducation et de la Formation.
Les deux départements ministériels sont réunifiés à deux reprises, la première fois de 1966 à 1977 puis définitivement à partir de 1984.

## Liste des ministres des Affaires indigènes (1910-1958)
| #   | Nom du ministre                                | Période                              | Parti       |
| --- | ---------------------------------------------- | ------------------------------------ | ----------- |
| 1.  | Henry Burton (1866-1935)                       | 31 mai 1910 - 25 juin 1912           | SAP         |
| 2.  | James Barry Munnik Hertzog (1866-1942)         | 25 juin 1912 - 20 décembre 1912      | SAP         |
| 3.  | Jacobus Wilhelmus Sauer (1850-1913)            | 20 décembre 1912 - 23 septembre 1913 | SAP         |
| 4.  | Louis Botha (1862-1919)                        | 23 septembre 1913 - 3 septembre 1919 | SAP         |
| 5.  | Jan Smuts (1870-1950)                          | 3 septembre 1919 - 30 juin 1924      | SAP         |
| 6.  | James Barry Munnik Hertzog (1866-1942)         | 30 juin 1924 - 19 juin 1929          | NP          |
| 7.  | Ernest George Jansen (1881-1959)               | 19 juin 1929 - 30 mars 1933          | NP          |
| 8.  | Pieter Gert Wessel Grobler (1872-1942)         | 30 mars 1933 - 3 juin 1938           | NP; 1934 UP |
| 9.  | Henry Allan Fagan (1889-1963)                  | 3 juin 1938 - 6 septembre 1939       | UP          |
| 10. | Deneys Reitz (1882-1944)                       | 6 septembre 1939 - 11 janvier 1943   | UP          |
| 11. | Pieter Voltelyn Graham van der Byl (1885-1975) | 11 janvier 1943 - 4 juin 1948        | UP          |
| 12. | Ernest George Jansen (1881-1959)               | 4 juin 1948 - 19 octobre 1950        | NP          |
| 13. | Hendrik Verwoerd (1901-1966)                   | 19 octobre 1950 - 3 septembre 1958   | NP          |

Ce fut au sein du ministère des Affaires indigènes que furent proposées un certain nombre de lois alors progressistes en faveur de l'éducation et de l'autonomie des peuples bantous d'Afrique du Sud. Mais à partir de 1950, il devient au contraire un bastion afrikaner responsable de l'élaboration des politiques du grand apartheid, menées par le docteur Hendrik Verwoerd.

## La première scission en deux ministères: Affaires bantoues et Éducation bantoue (1958-1966)
En 1958, le ministère des Affaires indigènes fut démantelé pour devenir le ministère des Affaires bantoues, dont le premier titulaire est Michiel Daniel Christiaan de Wet Nel (NP) et le ministère de l'Éducation bantoue dont le premier titulaire est W.A. Maree (NP).
| Nom du ministre                                 | Nom du ministère                                                                   | période   | parti |
| ----------------------------------------------- | ---------------------------------------------------------------------------------- | --------- | ----- |
| Michiel Daniel Christiaan de Wet Nel W.A. Maree | Ministre des Affaires bantoues et du Développement Ministre de l'Éducation bantoue | 1958-1966 | NP    |

## Reconstitution du ministère d'origine sous l'intitulé de l'Administration bantoue, du Développement et de l'Éducation bantoue (1966-1977)
En 1966, le ministère de l'Éducation bantoue et celui de l'Administration bantoue sont de nouveau intégrés au sein d'un même ministère dirigé par M.C. Botha désormais ministre de l'Administration bantoue, du Développement et de l'Éducation bantoue. W.A. Maree devient pour sa part ministre du Développement communautaire et des Travaux publics
| Nom du ministre        | Nom du ministère                                                                 | période     | parti |
| ---------------------- | -------------------------------------------------------------------------------- | ----------- | ----- |
| Michiel Coenraad Botha | Ministre de l'Administration bantoue, du Développement et de l'Éducation bantoue | 1966 - 1977 | NP    |

## La seconde scission du ministère (1978-1984)

### Liste des ministres des Affaires bantoues, des Relations plurales, du Développement et de la Coopération
| #  | Nom du ministre | Nom du ministère                                                                                       | période             | parti |
| -- | --------------- | --- | ------------------- | ----- |
| 1. | Connie Mulder   | Ministre des Affaires bantoues et du Développement Ministre des Relations plurales et du Développement | 1978                | NP    |
| 2. | Piet Koornhof   | Ministre des Relations plurales et du Développement Ministre de la Coopération et du Développement     | 1978-1979 1979-1984 | NP    |

### Liste des ministres de l'Éducation bantoue et de la Formation
| #  | Nom du ministre       | Nom du ministère                           | période   | parti |
| -- | --------------------- | ------------------------------------------ | --------- | ----- |
| 1. | Willem Cruywagen      | Ministre de l'Éducation et de la Formation | 1978-1979 | NP    |
| 2. | Ferdinand Hartzenberg | Ministre de l'Éducation et de la Formation | 1979-1982 | NP    |
| 3. | Dawie de Villiers     | Ministre de l'Éducation et de la Formation | 1982      | NP    |
| 4. | Daniel Steyn          | Ministre de l'Éducation et de la Formation | 1982-1983 | NP    |
| 5. | Barend du Plessis     | Ministre de l'Éducation et de la Formation | 1983-1984 | NP    |

## La dernière recomposition ministérielle (1984-1994)
En 1984, les ministères de la Coopération et du Développement sont rassemblés avec ceux de l'Éducation et de la Formation dans un nouveau ministère reformant, en partie dans ses attributions et compétences, l'ancien ministère d'origine des Affaires indigènes. 
| #  | Nom du ministre       | Nom du ministère                                               | période   | parti |
| -- | --------------------- | -------------------------------------------------------------- | --------- | ----- |
| 1. | Gerrit Viljoen        | Ministre de l'Éducation, de la Coopération et du Développement | 1984-1988 | NP    |
| 2. | Stoffel van der Merwe | Ministre de l'Éducation et de la Formation                     | 1989-1991 | NP    |
| 3. | Sam de Beer           | Ministre de l'Éducation et de la Formation                     | 1991-1994 | NP    |

## Sources
- Ivan Evans, Bureaucracy and Race: Native Administration in South Africa, Berkeley, University of California Press, 1997.